# NGC 5616
NGC 5616 is een balkspiraalstelsel in het sterrenbeeld Ossenhoeder. Het hemelobject werd op 1 mei 1785 ontdekt door de Duits-Britse astronoom William Herschel.

## Synoniemen
- UGC 9231
- MCG 6-32-26
- ZWG 192.15
- IRAS 14222+3641
- PGC 51448